# Liacarus borealis
Liacarus borealis är en kvalsterart som beskrevs av Wen 1991. Liacarus borealis ingår i släktet Liacarus och familjen Liacaridae. Inga underarter finns listade i Catalogue of Life.